# (42355) Typhon
Pour les articles homonymes, voir Typhon (homonymie).
(42355) Typhon est un centaure découvert le 5 février 2002 par le programme NEAT. Il a été nommé d'après le monstre de la mythologie grecque, Typhon.
Cet objet a été reconnu binaire en 2006 et est considéré comme le premier centaure binaire, en utilisant une définition élargie d'un centaure comme étant un objet possédant une orbite instable non résonante dont le périhélie est situé à l'intérieur de l'orbite de Neptune.

## Échidna
Typhon possède un seul satellite connu appelé (42355) Typhon I Échidna (du grec moderne : Έχιδνα). Il orbite à ~1300 km de Typhon, accomplissant une révolution en environ 11 jours. Son diamètre est estimé à 78 ± 8 km.

## Nom
Le nom vient de Typhon, divinité malfaisante de la mythologie grecque.